# Amalia Björck
Anna Ingeborg Amalia Björck (* 14. April 1880 in Winbergs moder, Gemeinde Falkenberg; † 18. Dezember 1969 in Vinberg) war eine schwedische Schriftstellerin und Dichterin.

## Leben
Björck wurde im Kirchspiel Vinberg als viertes von acht Kindern des Pfarrers Gustaf Ludvig Björck (1841–1911) und seiner Frau Maria von Vicken (1854–1931) geboren. Sie besuchte die Mädchengrundschule und später das höhere Lehrerinnenseminar in Stockholm. 1902 wurde sie in Majorna, einem Stadtteil von Göteborg, als Lehrerin an einer Mädchengrundschule eingestellt. Sie bildete sich als Teilnehmerin von Ferienkursen in Lund (1915) und Uppsala (1919) weiter, studierte 1916 in Kopenhagen und unternahm während der Sommerferien der Jahre 1903, 1906, 1909, 1913, 1917 und 1921 Studienreisen nach Deutschland. Weitere Reisen führten sie 1923 nach Prag, Wien und Zürich.
Sie verfasste unter anderem Beiträge für die Zeitschriften Ord och bild, Hertha oder Idun.

## Werke
- Trotsare och längtare, 1910
- Löjtnant Loke, 1911
- Dikt och bikt, 1913
- Blomsterkungen på Hammarby, 1922